# Agaram
Agaram es una ciudad y nagar Panchayat situada en el distrito de Dindigul en el estado de Tamil Nadu (India). Su población es de 15610 habitantes (2011).

## Demografía
Según el censo de 2011 la población de Agaram era de 15610 habitantes, de los cuales 7795 eran hombres y 7815 eran mujeres. Agaram tiene una tasa media de alfabetización del 79,35%, inferior a la media estatal del 80,09%: la alfabetización masculina es del 87,26%, y la alfabetización femenina del 71,54%.